# Olympia (Gemälde)

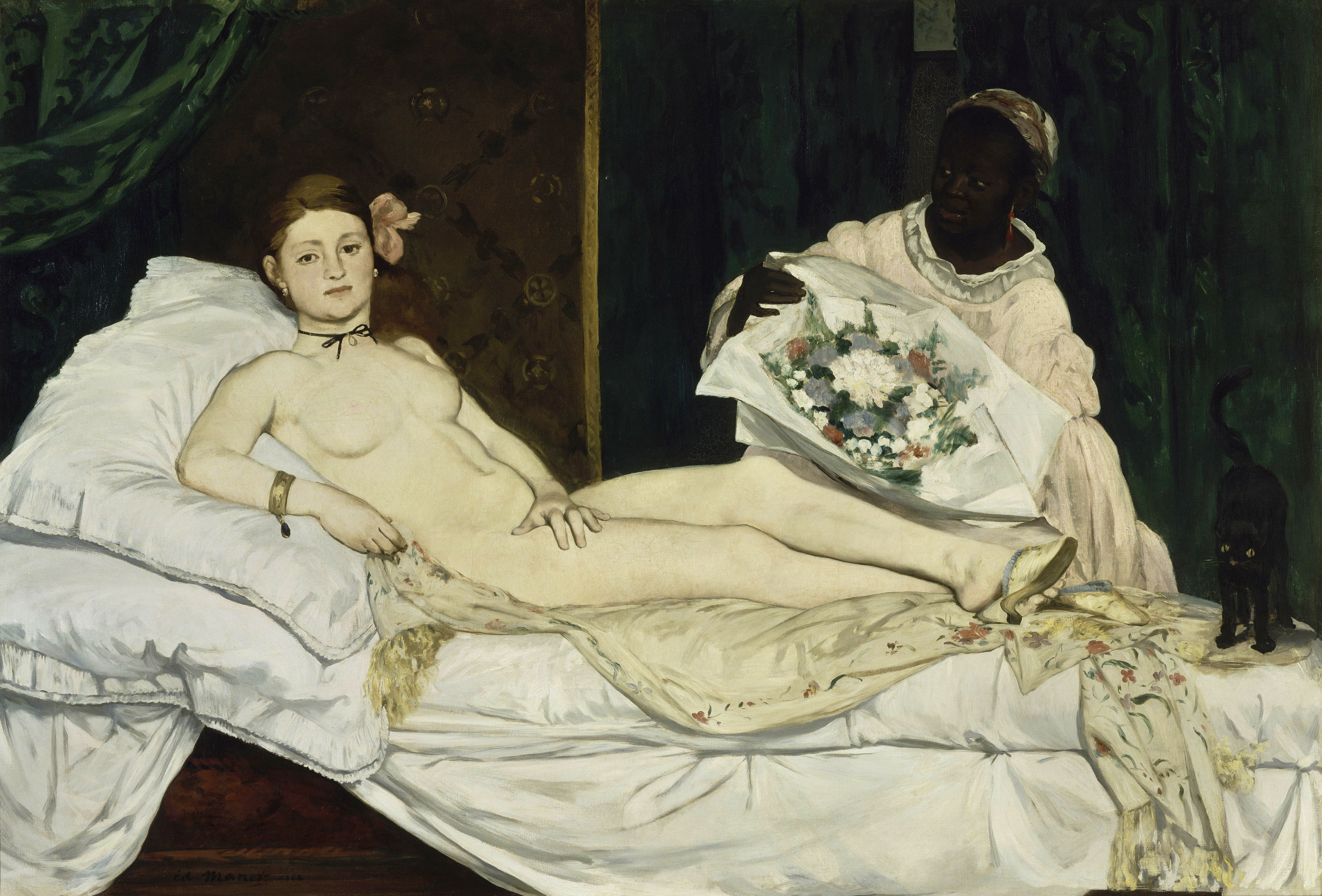
Olympia
Édouard Manet, 1863
130,5 × 190 cm
Öl auf Leinwand
Musée d’Orsay, Paris

Das 1863 entstandene Gemälde Olympia ist eines der Hauptwerke des französischen Malers Édouard Manet. Im Pariser Salon von 1865 löste das 130,5 × 190 cm große Bild einen der größten Skandale der Kunstgeschichte aus. Heute befindet es sich in französischem Staatsbesitz und wird im Musée d’Orsay gezeigt.

## Bildbeschreibung
Auf einem Bett ausgestreckt liegt eine nackte junge weiße Frau mit rotbraunem, aufgestecktem Haar. Ihren Oberkörper hat sie auf der linken Bildseite halb aufgerichtet gegen einige weiße Kissen gelehnt; dabei stützt sie ihr rechter Arm. Die linke Hand verdeckt ihren Unterleib, indem sie auf dem rechten Oberschenkel liegt. In dieser Haltung, mit erhobenem Haupt, wendet die junge Frau nicht nur ihren Oberkörper, sondern auch ihr Gesicht offen dem Betrachter zu, einem Porträt ähnlich. Ihr Gesäß und ihre übereinander geschlagenen Beine ruhen auf einem cremefarbenen, am Rand aufwendig mit Blüten und goldfarbenen Fransen verzierten Tuch, das einen Teil des weißen Bettzeuges bedeckt. Eine Ecke dieses Tuches erfasst sie mit der rechten Hand. Seitlich unter dem Bettzeug ist die dunkelrote Polsterung des Bettes zu erkennen. Die junge Frau trägt nur wenige Accessoires: Ihr Haar wird von einer großen, rosafarbenen Schleife geschmückt. Am Hals trägt sie eine tropfenförmige Perle, die von einem schmalen, schwarzen Band gehalten wird, das zu einer Schleife gebunden ist. Zu der Perle passt ihr dezenter Ohrschmuck. Der rechte Unterarm wird von einem goldfarbenen breiten Armreif umschlossen, an dem ein Anhänger befestigt ist. Zierliche Pantoffeln bildeten ihre Fußbekleidung, jedoch ist der rechte Pantoffel auf das Bett gefallen, so dass der rechte Fuß nackt bleibt. Doch wird er durch das Überschlagen der Beine vom linken Fuß samt seinem Pantoffel verborgen.
Hinter dem Bett steht leicht vorgebeugt eine schwarze Frau, die vor ihrer Brust einen in weißes Papier gehüllten, üppigen, bunten Blumenstrauß hält. Sie wendet sich der liegenden Frau zu und blickt sie an. Sie trägt ein rosafarbenes Gewand und ein in Rottönen gehaltenes Kopftuch. Am Fußende des Bettes ist eine kleine schwarze Katze dargestellt. Ihr Schwanz ist nach oben gestreckt, ihr Blick auf den Betrachter gerichtet.
Das Zimmer ist fast ohne räumliche Tiefe in dunklen Farben dargestellt. Ein auffälliger, vertikal ausgerichteter goldfarbener Streifen teilt den Raum in zwei unterschiedlich große Hälften und endet beinahe im Schambereich der liegenden Frau. Die braun-goldene Tapete, welche die Wand auf der linken, schmaleren Seite bedeckt, wird durch diesen Streifen begrenzt. Die Farbe der Tapete korrespondiert mit der Haarfarbe der Frau auf dem Bett. Die rechte Seite des Hintergrundes bildet ein schwerer dunkelgrüner Vorhang, durch dessen Spalt man eine Wand erkennen kann, die zu einem Nebenzimmer gehören könnte. Der gleiche Vorhangstoff findet sich in einer nur teilweise sichtbaren, bogenförmigen Drapierung links über dem Kopfende des Bettes wieder.
Die farbliche Gestaltung des Bildes ist auf wenige Farbtöne begrenzt. Die Palette beschränkt sich im Wesentlichen auf Weiß, Schwarz, ein ins Blaue gehendes Dunkelgrün, einen Goldbraun- und einen Rotton, sowie Beige für die Haut der porträtierten Frau und das Tuch, auf dem sie liegt. Es kontrastieren das dominierende Weiß des Bettes, das dem Weiß des Blumenpapieres entspricht, gemeinsam mit der hellen Haut der liegenden Frau gegenüber den sehr dunklen, teilweise schwarzen Tönen der Zimmereinrichtung, der dunklen Haut der Frau, die die Blumen hält, und der schwarzen Katze. Die Umrisse der Katze sowie des Kopfes dieser Frau verschwinden fast vor dem dunklen Hintergrund der Vorhänge. Der starke Hell-Dunkel-Kontrast erzeugt eine horizontale Teilung des Bildes, die die Senkrechten der goldenen Linie und der Vorhangfalten im Hintergrund durchbricht.
Das Rosarot der Schleife im Haar der Liegenden wird in mehreren Helligkeitsabstufungen von dem Rot einiger Blumen des Straußes, dem Muster des Tuches auf dem Bett, dem roten Kopftuch der Frau hinter dem Bett sowie in der dunkelroten Polsterung des Bettes wieder aufgegriffen. Auch das leicht ins Blaue tendierende Dunkelgrün der Vorhänge findet eine Entsprechung in den Blättern des Blumenstraußes, dem Muster des Tuches, den grünlichen Schatten des Bettzeugs und der Blumenumhüllung sowie in der leicht grün getönten Umrandung der Pantoffeln.
Der Malstil des Bildes ist flächig. Manet verzichtet weitgehend auf die traditionelle, sorgfältig abgestufte, plastische Modellierung des Motivs. In einzelnen Bereichen lösen sich die Farben von der Form des Gegenstandes, dem sie zugehören, zum Beispiel in dem Farbtupfer enthaltenden Blumenstrauß. Hier kündigt sich die kommende Stilrichtung des Impressionismus an, als dessen Wegbereiter Manet gilt.

## Modelle
Beim Modell der Olympia handelt es sich um die Künstlerin Victorine Meurent und bei der schwarzen Frau um Laure, eine Arbeiterin aus der Karibik. Laure wurde erst 1999 identifiziert. Die Autorin Griselda Pollock unterstrich, die Beziehung des Gemäldes zum Orientalismus zu ignorieren, bedeute die Modernität der Darstellung einer schwarzen Frau der Arbeiterklasse in der Metropole zu ignorieren, einer schwarzen Pariserin, einer schwarzen Arbeiterin. Zeitgenössische orientalistische Darstellungen zeigten schwarze und nordafrikanische Frauen als namenlose Schönheiten ohne Identität. Manet hingegen stellt in seinem Gemälde zwei Frauen dar, die beide zur damaligen Arbeiterklasse gehörten und in diesem Gemälde ihren tatsächlichen Berufen nachgehen. Victorine Meurent, die damals als Modell zusätzlich zur Malerei Geld verdiente und Laure, die damals, wie viele Frauen aus der Karibik, als Bedienstete in Paris arbeitete.

## Vorbilder
Das Motiv der liegenden unbekleideten Frau hat in der Kunstgeschichte eine lange Tradition. Direkte Vorbilder für Manets Olympia sind Giorgiones Schlummernde Venus von 1510 und Tizians Venus von Urbino aus dem Jahr 1538. Beide Bilder zeigen jeweils eine nackte Frau in nahezu identischer Körperhaltung, wobei Tizians Bild, das Manet auf einer Studienreise kopiert hatte, noch weitere Gemeinsamkeiten mit seinem Gemälde aufweist: Die Venus von Urbino und Olympia sind beide im Inneren eines Hauses platziert und auch bei Tizian ist der Hintergrund durch eine auffällige Senkrechte, welche den Blick zum Schoß der Liegenden führt, in zwei Abschnitte getrennt. Beide dargestellten Frauen stützen sich in gleicher Weise auf ihren rechten Arm, beide tragen sie rechts einen Armreif, beide lassen die linke Hand in ihrem Schoß ruhen, und beide wenden ihr Gesicht dem Betrachter zu. Auf beiden Darstellungen liegt ein Haustier am Fußende des Bettes; bei Tizian handelt es sich um einen kleinen schlafenden Hund. Außerdem wiederholt sich, dass sich hinter der liegenden Frau bekleidete Personen befinden, wodurch die Nacktheit der Frau im Vordergrund betont wird.
Der direkte und offene Blick der nackten Frau ist ebenfalls bereits bei Goyas Die nackte Maja zu beobachten, und der Kontrast zwischen einer hellhäutigen und einer dunkelhäutigen Frau findet sich auch in dem Gemälde Esther oder Odaliske von Léon Benouville aus dem Jahr 1844. Hier ist die weiße Frau jedoch bekleidet. Zudem wurden in Paris seit etwa 1850 erste Aktfotografien gemacht und verbreitet, auf denen liegende, unbekleidete Frauen abgebildet waren.

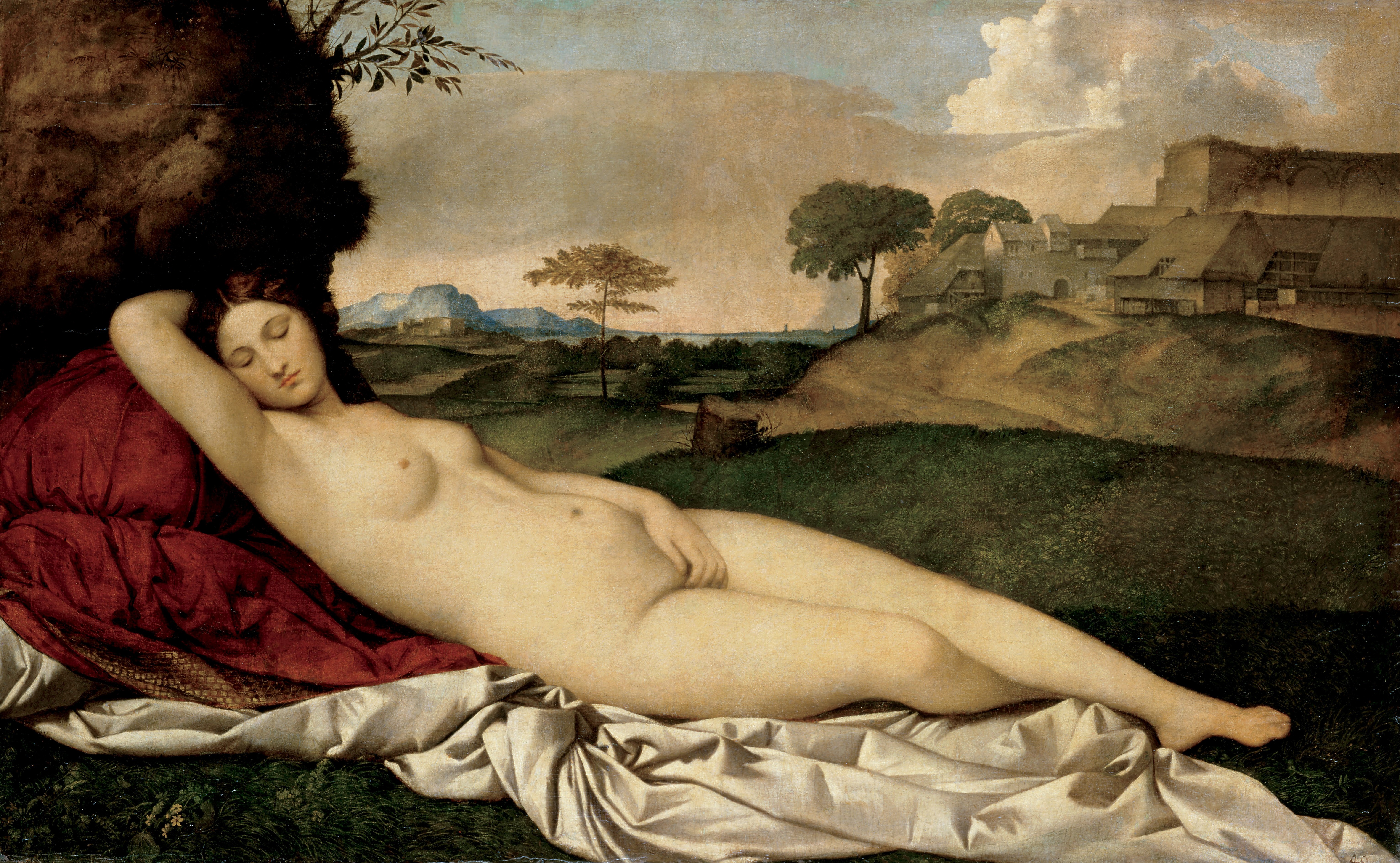
Giorgione: Schlummernde Venus
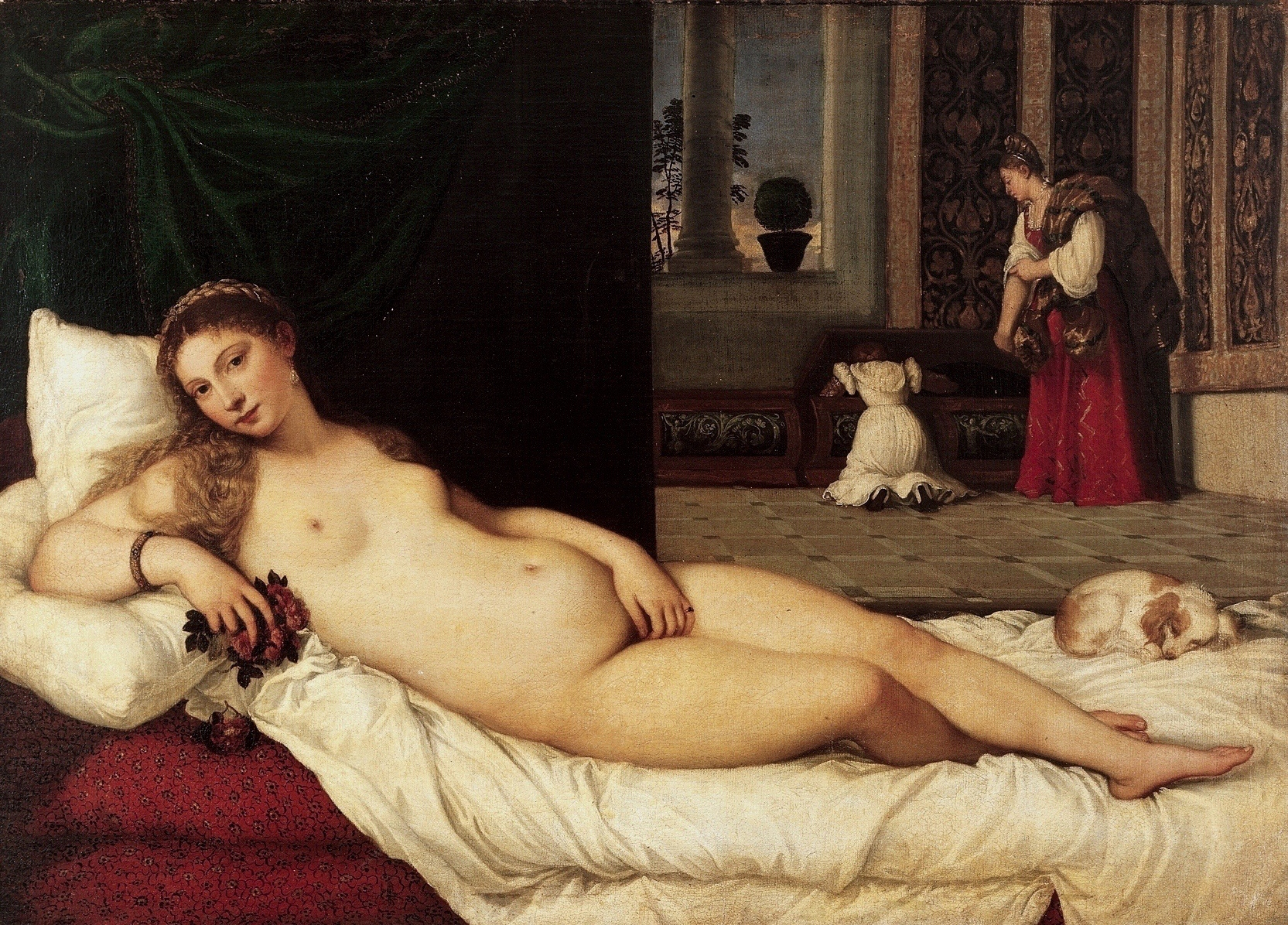
Tizian: Venus von Urbino
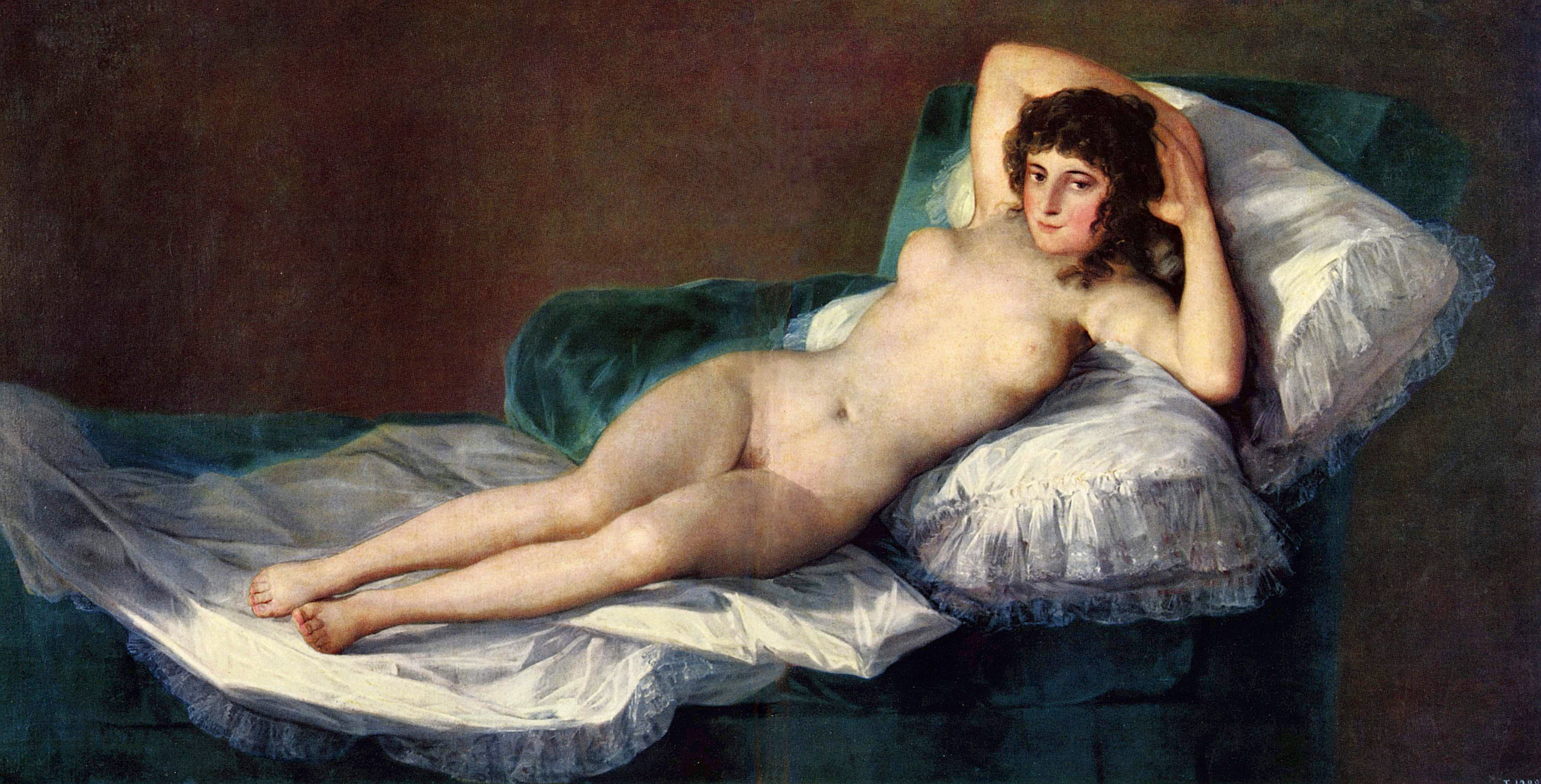
Goya: Die nackte Maja
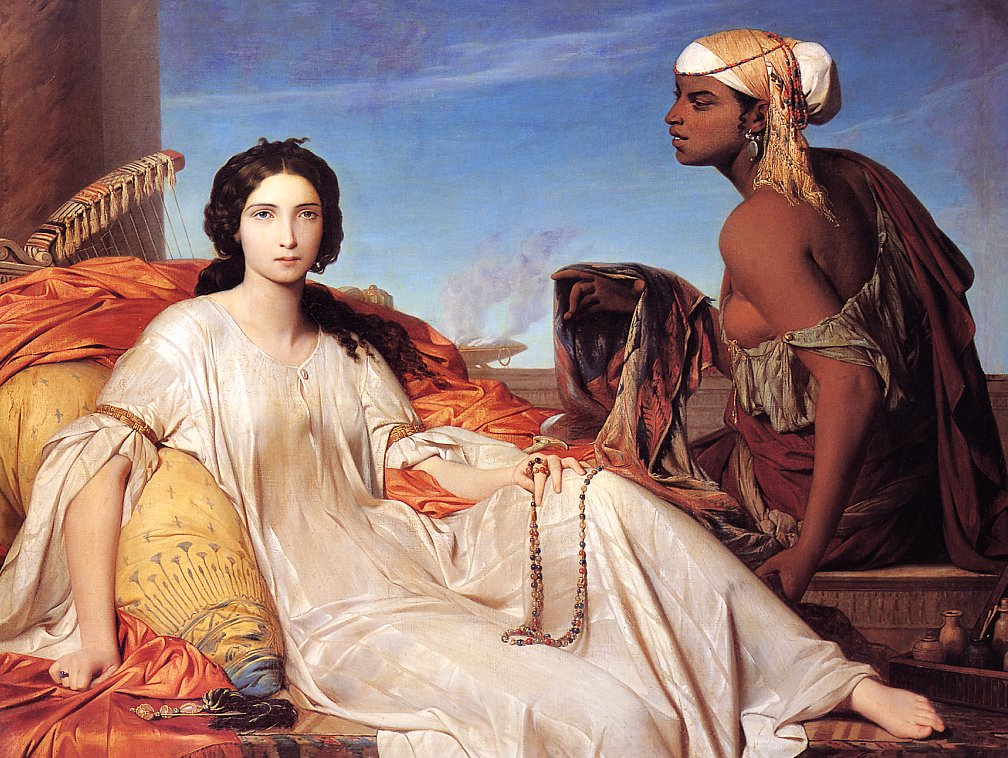
Léon Benouville: Esther oder Odaliske

Nicht nur in der Malerei und der Fotografie fand Manet Anregungen; als literarisches Vorbild für das Gemälde Olympia zählen u. a. Passagen aus der Gedichtsammlung Les Fleurs du Mal von Charles Baudelaire. Darin schreibt Baudelaire: „Die Liebste war nackt, und da sie mein Herz kannte, trug sie nur ihr klingendes Geschmeide“ und an anderer Stelle „Gern hätte ich mein Leben zugebracht … wie zu Füßen einer Königin wollüstig, wie eine Katze“.

## Entstehung
Édouard Manets Bild ist unten links signiert und datiert: „éd Manet 1863“. Im selben Jahr malte Manet Das Frühstück im Grünen, das im Salon des Refusés 1863 einen Skandal auslöste. Im Pariser Salon desselben Jahres feierte Alexandre Cabanel mit seiner Geburt der Venus dagegen einen großen Erfolg. Der um eigene Anerkennung kämpfende Manet könnte durch Cabanels Bild die Anregung zu einem Aktgemälde bekommen haben. Bereits während eines Italienaufenthaltes in den 1850er Jahren hatte er die Venus von Urbino kopiert; er war also seit Jahren mit diesem Bildmotiv vertraut.
Zur Entstehung des Bildes ist wenig bekannt. Es existieren zwei Rötelzeichnungen des Aktes, die als Studien gelten. Ein 1863 gemaltes Aquarell mit dem Motiv der Olympia ist, wie Françoise Cachin annimmt, erst nach dem Gemälde entstanden und könnte ein Zwischenschritt zu zwei 1867 gefertigten Radierungen mit dem Olympiamotiv sein. Cachin merkt zur Entstehung des Bildes an: „… das Vorhaben wurde reichlich überlegt und indirekt durch vielfachen Gedankenaustausch mit seinen [Manets] Schriftstellerfreunden, ob nun mit Baudelaire oder mit Astruc, gestützt. Der Bildgedanke ist sowohl von Museumskunst als auch von Lebenserfahrung, literarischen Einflüssen und … Humor gespeist“ und weiter: „Es ist nicht auszuschließen, dass sich Manet … mit den Meistern der Vergangenheit messen und zugleich eine Parodie liefern wollte…“. Hans L. C. Jaffé hingegen schrieb in den 1960er Jahren, Manet habe mit seinen Werken versucht, die Mythologie „in die Sprache seiner Zeit“ zu übersetzen und „sich bewusst auf das Gebiet der tatsächlichen Wirklichkeit“ zu beschränken.

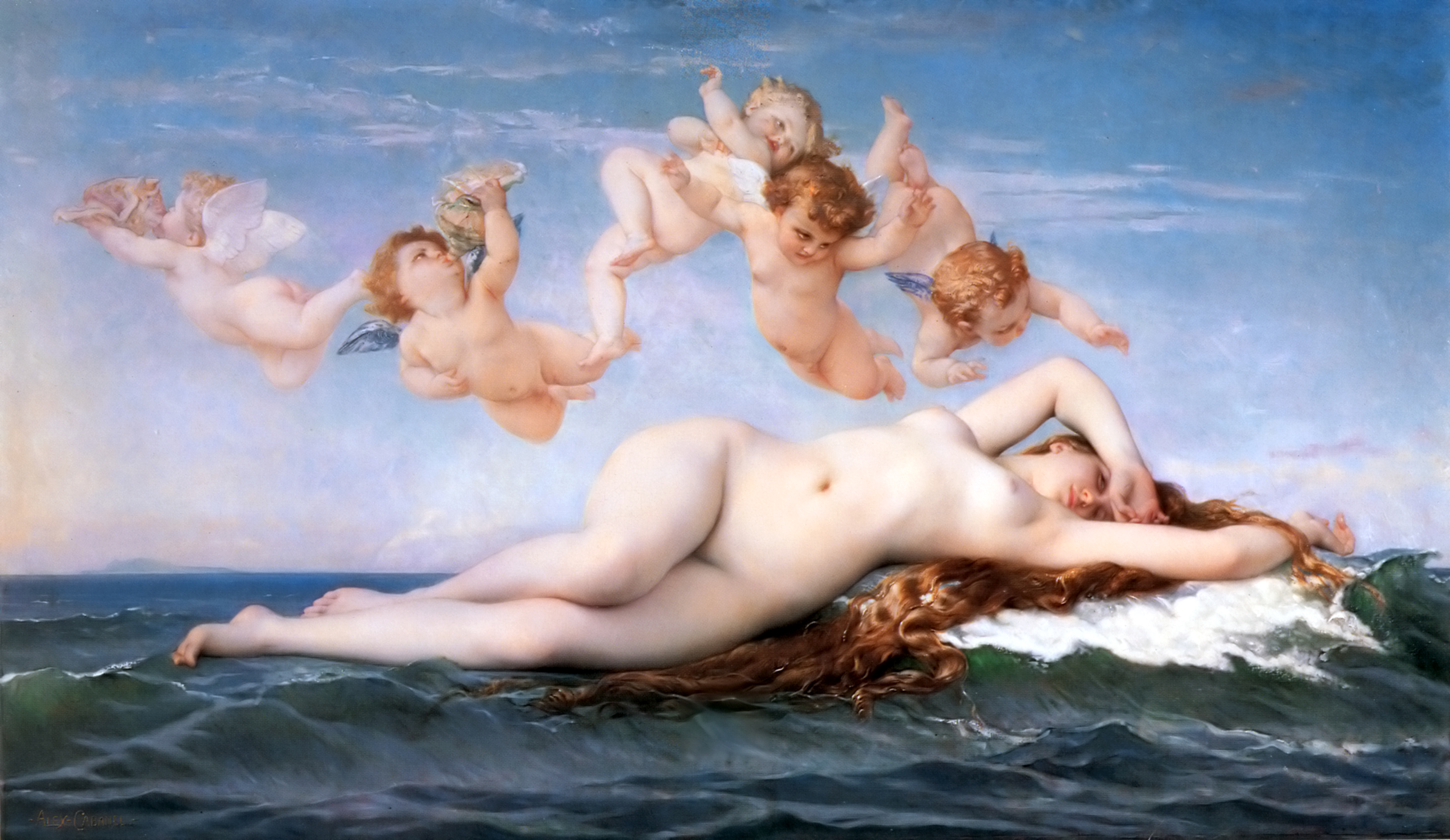
Alexandre Cabanel: Die Geburt der Venus
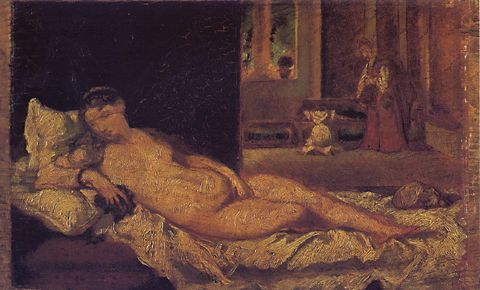
Édouard Manet: Venus von Urbino Skizze nach Tizian
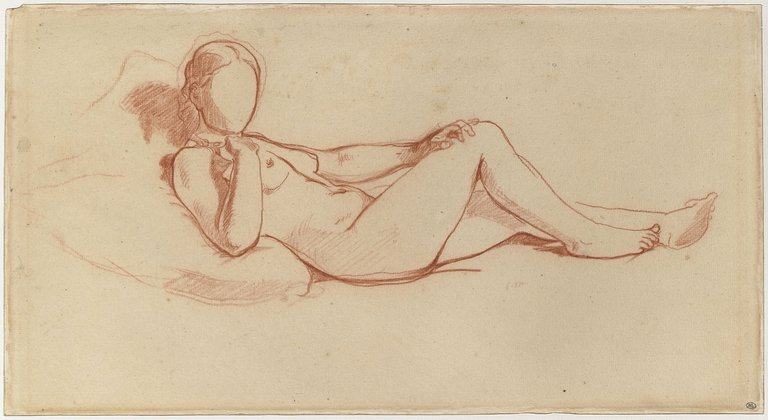
Édouard Manet: Studie zu Olympia Rötelzeichnung
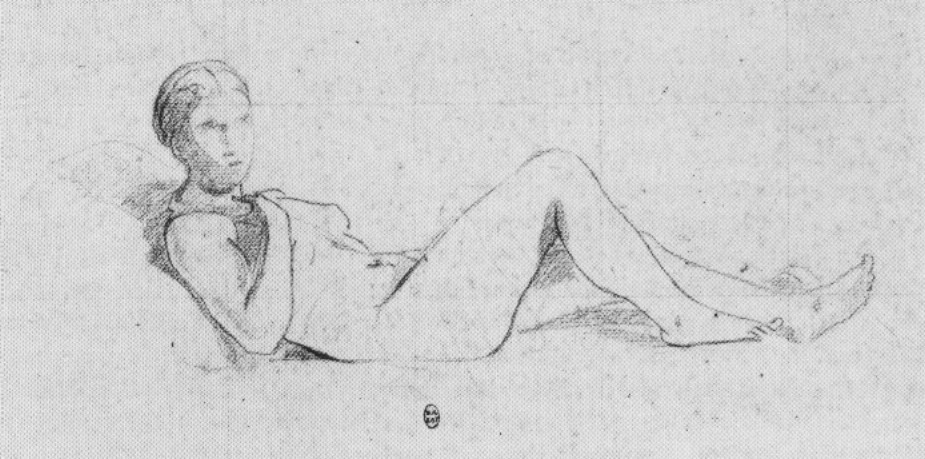
Édouard Manet: Studie zu Olympia Rötelzeichnung
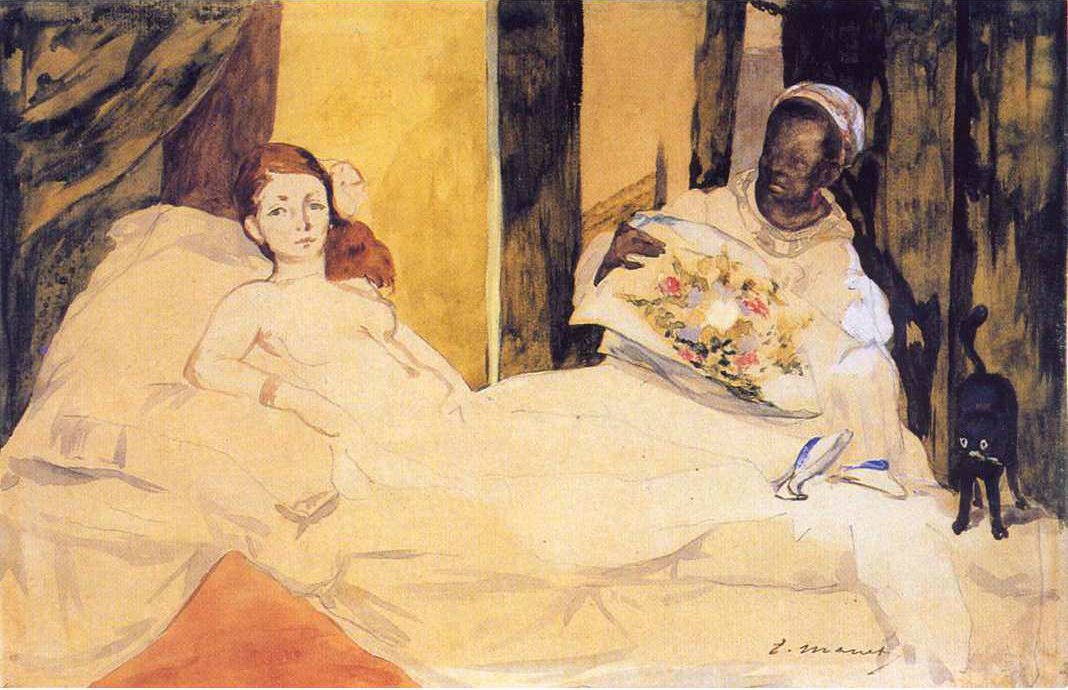
Édouard Manet: Olympia Aquarell 1863
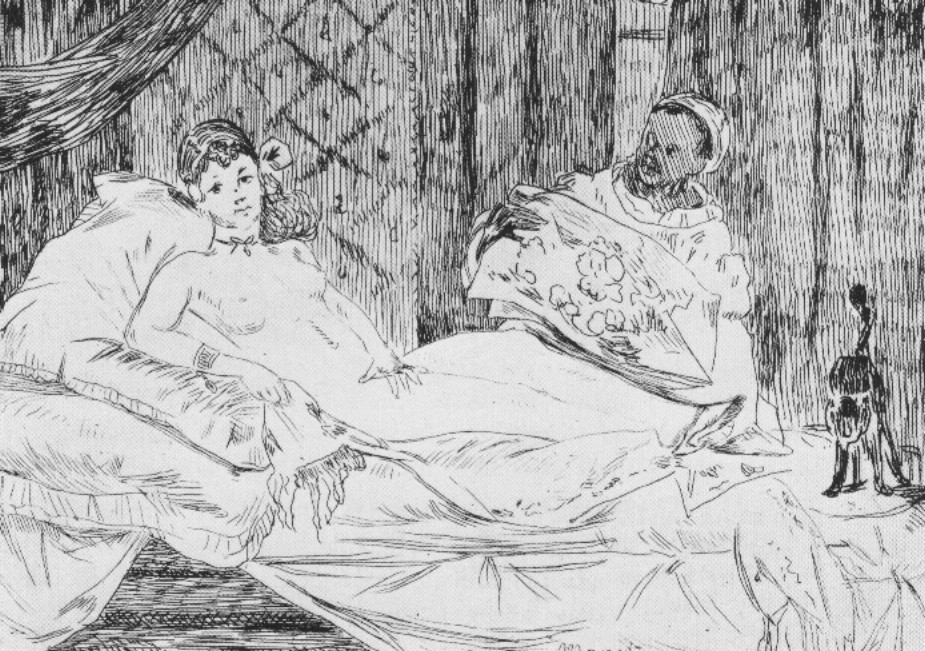
Édouard Manet: Olympia Radierung 1867
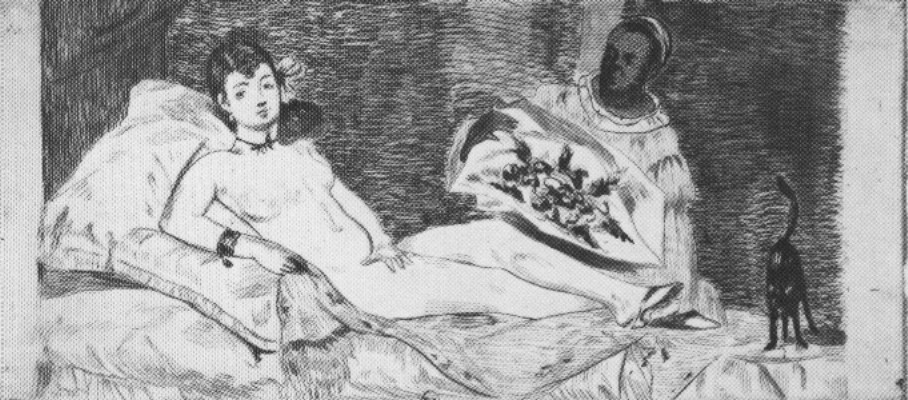
Édouard Manet: Olympia Radierung mit Aquatinta 1867
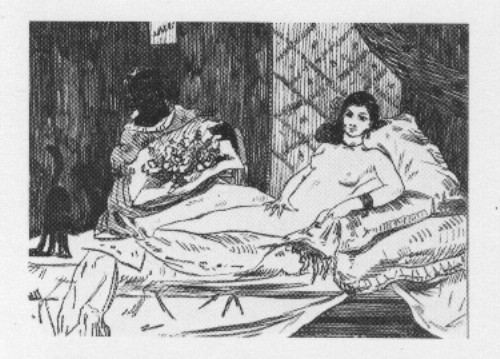
Édouard Manet: Olympia Holzstich

## Bildbezeichnung und ikonografische Deutung
Für die Darstellung eines Frauenaktes wählten Künstler von Giorgione bis Cabanel oftmals Motive der griechischen Antike als Vorbild und gaben den Bildern Titel wie etwa Venus. Im 19. Jahrhundert entstanden darüber hinaus zahlreiche Odalisken, unter denen die Grande Odalisque von Jean-Auguste-Dominique Ingres wohl die bekannteste ist. Die nackte Frau als Gemäldemotiv entstammte also einer vergangenen Zeit, einer Mythenwelt oder aus einem fernen Land mit anderen Moralvorstellungen.
Für den Namen Olympia findet sich in der Malerei kein entsprechendes Vorbild. 1864, also ein Jahr nach der Entstehung und ein Jahr vor der Ausstellung des Bildes im Salon, erschien von Zacharie Astruc eine Versdichtung mit dem Titel Olympia:
| Quand, lasse de songer, Olympia s’éveille,       | Wenn Olympias Träumen dann ein Ende nimmt,               |
| Le printemps entre au bras du doux messager noir | Tritt in der süßen Botin schwarzem Arm der Frühling ein. |
| C’est l’esclave à la nuit amoureuse pareille,    | Zur Sklavin war sie in der Liebesnacht bestimmt,         |
| Qui veut fêter le jour délicieux à voir,         | Doch will am Tag sie feiern schönen Augenschein:         |
| L’auguste jeune fille en qui la flamme veille.   | Die hehre Frau, in der die Flamme glimmt.                |

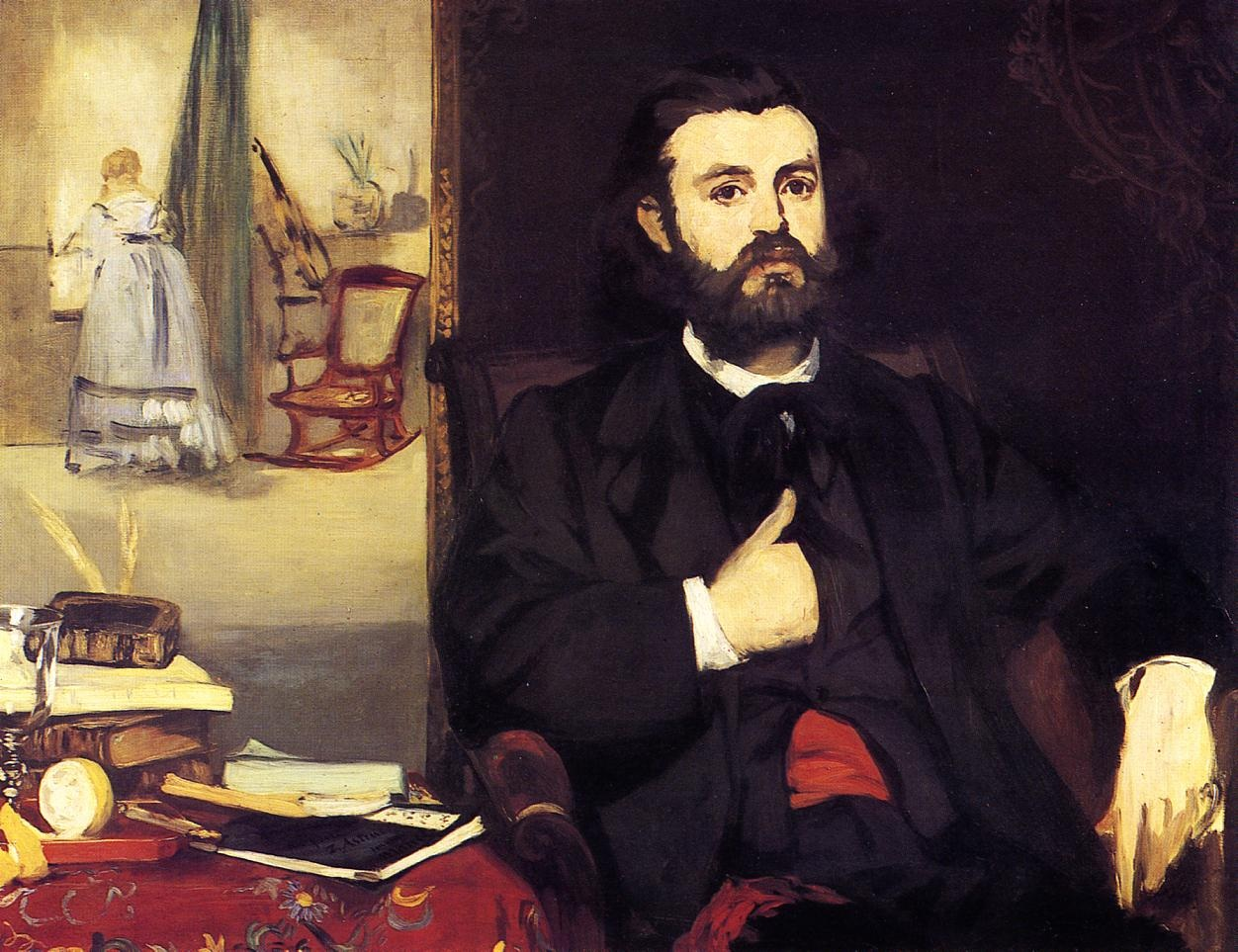
Édouard Manet:
Bildnis des Dichters Zacharie Astruc

Diese Versdichtung schrieb der mit Manet befreundete Astruc, nachdem er das Gemälde gesehen hatte. Wem die Idee zur Namensgebung kam, ist nicht geklärt. Die Versdichtung wurde im Katalog des Pariser Salons von 1865 veröffentlicht. In Manets Porträt des Zacharie Astruc aus dem Jahr 1866 zitiert der Maler zwar nicht die eigene Olympia, aber den Bildhintergrund aus Tizians Venus von Urbino. Bereits 1848 erschien der Roman Die Kameliendame von Alexandre Dumas, in dem Olympia der Name der Gegenspielerin der Titelfigur ist und während der Entstehungszeit des Gemäldes war Olympia oder Olympe ein beliebter Spitzname für Prostituierte. Gleichzeitig nimmt es auch Bezug auf den Olymp und mokiert dabei fast die Gemälde von Giorgone und Tiziano. Denn bei ihnen wurden Göttinen dargestellt. Bei Manet ist es eine Sterbliche.
Hinzu kamen symbolische Bezüge in der Bildsprache: Bei Tizians Venus von Urbino sind die Frauen im Bildhintergrund mit einer Hochzeitstruhe beschäftigt. Dies verweist ebenso auf häusliche Treue wie der schlafende Hund zu Füßen der Nackten. Bei Manet jedoch bringt die schwarze Dienerin den Blumenstrauß eines Verehrers; Blumen werden in der Symbolik oft mit Liebe und Zuneigung assoziiert. Die Orchidee im Haar Olympias symbolisiert ein Aphrodisiakum. Perlen werden auch als Juwelen der Liebesgöttin Venus gesehen, und wie ein Geschenkband trennt der Perlenanhänger den Betrachter von der völligen Nacktheit Olympias. Die Katze, die ihren Rücken aufgerichtet hat und den Schwanz in die Höhe hält, ist das klassische Beiwerk für Hexendarstellungen. Sie steht für schlechte Vorzeichen und erotische Ausschweifungen. Olympia wird nicht als Schlummernde vom Bildbetrachter beobachtet, wie Giorgiones Venus, sondern sie schaut ihm direkt in Gesicht. Den unmittelbaren Blickkontakt mit einer nackten Prostituierten hat üblicherweise nur ihr Kunde.

## Der Skandal

### Der Salon

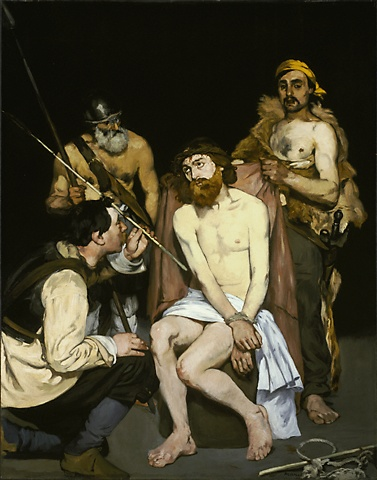
Édouard Manet:
Die Verspottung Christi

Manet hatte erstmals 1859 versucht, ein Gemälde für den Pariser Salon einzureichen. Sein Motiv eines Absinthtrinkers fand jedoch keine Aufnahme. 1861 konnte er mit dem Bildnis der Eltern und dem spanischen Sänger erste wohlwollende Beachtung im Salon finden. 1863 aber fielen seine Gemälde erneut bei der Jury des Salons durch und wurden stattdessen im Salon des Refusés gezeigt, wo es zum Skandal um Das Frühstück im Grünen kam. Vermutlich war Olympia für den Pariser Salon von 1864 vorgesehen, aber da in beiden Bildern das Modell Victorine Meurent die Hauptperson darstellte und Manet mit einer wiederum nackten Frau als Bildmotiv einen weiteren Skandal riskiert hätte, sandte er 1864 anstelle der Olympia die Episode eines Stierkämpfers und Toter Christus von Engeln gehalten in den Salon; doch auch diese wurden nicht positiv aufgenommen. Erst 1865 reichte er Olympia zusammen mit der Verspottung Christi zum Pariser Salon ein. Pietro Aretino zufolge hatte bereits Tizian neben einer Venus auch eine Verspottung Christi für Karl V. vorgesehen, um nicht nur seine Sinnlichkeit, sondern auch seine Frömmigkeit zu unterstreichen.

### Die Pariser Gesellschaft um 1860
Während der Entstehungszeit des Gemäldes standen Napoleon III. und der kaiserliche Hof im Zentrum des Interesses der Pariser Gesellschaft. Der Historiker Otto Friedrich beschreibt das zweite Kaiserreich als „Operettenreich“, da Napoleon III. erst nach drei Putschversuchen die Macht erlangte, er nicht in der direkten Thronfolge Napoleon I. stand und seine familiären Verbindungen zum Namensvorgänger angezweifelt werden. Zu dieser fragwürdigen Gesellschaft gehörte auch Alfred Émilien de Nieuwerkerke, Generaldirektor der staatlichen Museen und Präsident der Jury des Pariser Salons, der seine berufliche Karriere einer außerehelichen Beziehung zu Mathilde Lätitia Wilhelmine Bonaparte verdankte. Diese Cousine des Kaisers bestimmte zusammen mit Nieuwerkerke weitgehend die französische Kulturpolitik jener Zeit. In dieser von Schein und Intrige geprägten Gesellschaft war die Abbildung der Realität an sich schon unerwünscht. Manet aber sah sich nicht als Teil dieser Gesellschaft, sondern eher als Angehöriger eines intellektuellen Bürgertums, das er in seinem Gemälde Musik im Tuileriengarten porträtierte.
In einer Stadt mit mehr als 30.000 Prostituierten eine solche auch offen darzustellen, und durch ihren direkten Blick zum Betrachter auf die Vielzahl der potenziellen Kunden zu verweisen, war revolutionär. Anders als die verklärten, mystifizierenden Nackten anderer Maler zeigt Manet in Olympia eine selbstbewusste Frau seiner Zeit und bringt damit die Malerei, wie Baudelaire parallel die Literatur, aus der Historie in die Gegenwart. Mit der Olympia gilt Manet vielen Kunsthistorikern als Begründer der modernen Malerei.

### Die neue Malweise
Manets Olympia verursachte einen der größten Skandale in der Kunst des 19. Jahrhunderts. Die Ursachen dafür lagen sowohl in der Motivwahl als auch in der Malweise des Künstlers. Manet, der als Bewunderer der japanischen Kunst bekannt war, verzichtete auf die von anderen Malern gepflegten sorgfältigen Nuancierungen zwischen hell und dunkel. Dies führte dazu, dass Olympia von vielen seiner Zeitgenossen nicht als dreidimensionale Figur wahrgenommen wurde, sondern als grob komponiertes, flächiges Muster. Gustave Courbet merkte hierzu an: „Alles ist flach, ohne Relief … man möchte sagen, die Pik-Dame eines Kartenspiels, die gerade aus dem Bade kommt“.
Julius Meier-Graefe beschrieb die Neuartigkeit der Malerei mit den Worten:

„Er modelliert nicht. Das heißt, er nimmt der lediglich der Illusion dienenden Modellierung die Sonderbedeutung, nach der sich in den Bildern der Akademiker die Harmonie der Farben und die Struktur der Massen zu richten hatten, und sieht die Vision als das unbedingt Primäre an. Die Modellierung hat nur, soweit sie die Harmonie nicht beeinträchtigt, eine relative Geltung und ist gleichzeitig mit dem farbigen Wert zu schaffen, wenn überhaupt. Der alte Kompromiss zwischen Malerei und Plastik … wird endgültig überwunden. Es gibt nur Malerei. Dieses mit größter Energie durchgesetzte Postulat … macht Manet zum unbestrittenen Führer seiner Generation.“

Hans L. C. Jaffé schrieb zu Manets Malweise:

„Manet … will, dass seine Malerei sich nicht auf irgendwelche fragwürdigen Tatsachen stützt. Darum verlässt er sich zuerst ganz auf seine Augen und malt zum ersten Mal, was er sieht, nicht was er weiß. Schatten werden farbig, Reflexe verändern die Farben. Die sinnliche Wahrnehmung, die sichtbare Erscheinung ist daran, zur einzig gültigen Wirklichkeit zu werden.“

### Kritik
Manets Olympia und die Verspottung Christi lösten beim Publikum und bei Zeitungskritikern teils heftige Reaktionen aus. In beiden Bildern wurde die Farbe der Haut kritisiert. Die realistische Darstellung Christi lasse die Spiritualität vermissen und er sehe aus wie im Leichenschauhaus. Vor der Olympia kam es im Salon zu Menschenansammlungen, die das Bild verspotteten, belachten und mit Spazierstöcken und Schirmen bedrohten, so dass das Gemälde schließlich höher gehängt werden musste, um Schäden zu vermeiden.

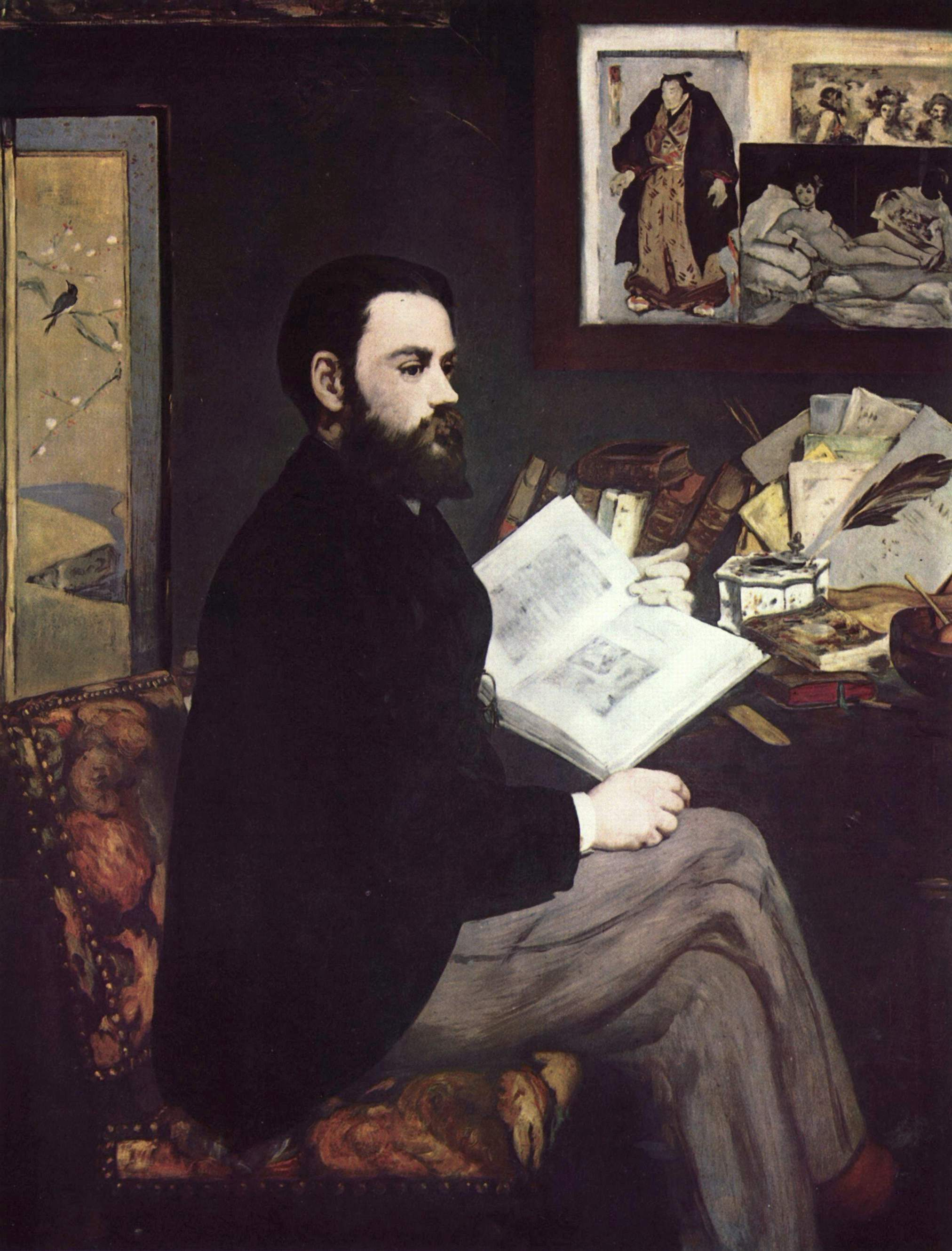
Édouard Manet:
Porträt Émile Zola

Der Skandal fand in zahlreichen Artikeln des Salons einen schriftlichen Widerhall. Jules Champfleury schrieb an Baudelaire: „Wie ein Mann, der in den Schnee fällt, so hat Manet in der öffentlichen Meinung ein Loch hinterlassen“. Jules Claretie schrieb in L’Artiste: „… diese schrecklichen Leinwände, an den Pöbel gerichtete Herausforderungen, Possen oder Parodien, was weiß ich? … Was soll diese gelbbäuchige Odaliske, dieses billige, ich weiß nicht wo aufgelesene Modell…“. Paul de Saint-Victor schrieb: „Wie im Leichenschauhaus drängt sich die Menge vor der verruchten Olympia des M. Manet.“ und Théophile Gautier schrieb am 24. Juni 1865 in Le Moniteur universel: „Ein erbärmliches Modell … Die Fleischtöne sind schmutzig … Die Schatten sind durch mehr oder weniger breite Streifen von Schuhcreme angedeutet“. Ernest Chesneau schrieb: „… eine nahezu infantile Unkenntnis der Grundelemente des Zeichnens, … ein Hang zu unglaublicher Gemeinheit“ Amédée Cantaloube schrieb: „Noch nie haben unsere Augen etwas derart Zynisches gesehen: die ‚Olympia‘, eine Art weiblicher Gorilla aus Gummi mit schwarzem Rand, auf einem Bett und splitternackt, der die Haltung von Tizians Venus nachäfft.“ Félix Deriège schrieb in Le Siècle vom 2. Juni 1865: „Diese rötliche Brünette ist von einer vollendeten Hässlichkeit … Das Weiß, das Schwarz, das Rot, das Grün erzeugen ein schreckliches Getöse auf dieser Leinwand“. Karikaturen auf Olympia gab es auch: am 27. Mai 1865 erschien Bertalls Olympia im Le Journal amusant und im gleichen Monat die Olympia von Cham in Le Charivari.

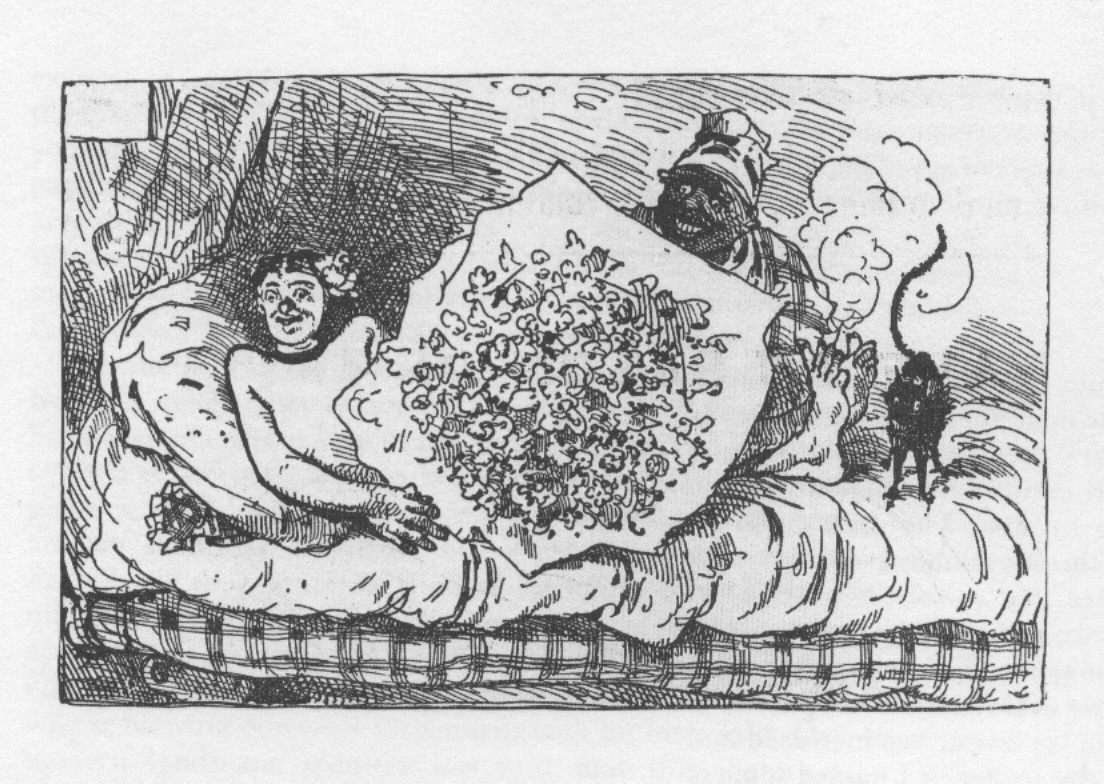
Bertall: Olympia in Le Journal amusant
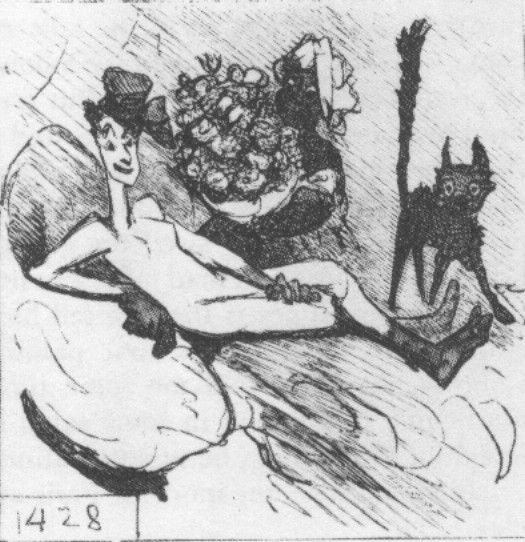
Cham: Olympia in Le Charivari

Émile Zola zählte zu den wenigen Verteidigern der Olympia. An Manet gerichtet schrieb er 1867 in L’Artiste:

„Für Sie ist ein Bild einzig und allein ein Vorwand zur Analyse. Sie benötigen eine nackte Frau und Sie haben Olympia als die erstbeste gewählt; Sie benötigten helle und leuchtende Flecken und Sie haben einen Blumenstrauß eingefügt; Sie benötigten schwarze Flecken und Sie haben eine Schwarze und eine Katze hinzugefügt. … ich weiß, dass es Ihnen auf bewundernswerte Weise geglückt ist, das Werk eines Malers, eines großen Malers zu schaffen … und die Wahrheiten von Licht und Schatten, die Wirklichkeit der Dinge und der menschlichen Geschöpfe kraftvoll in eine eigene Sprache zu übersetzen.“

Zola, der schon 1866 gefordert hatte „Manets Platz ist der Louvre, wie der Courbets, wie der aller Künstler mit einem starken Charakter“, ist 1868 von Manet porträtiert worden. In diesem Porträt ist oberhalb des Schreibtischs auch Olympia wiedergegeben.

## Wirkung

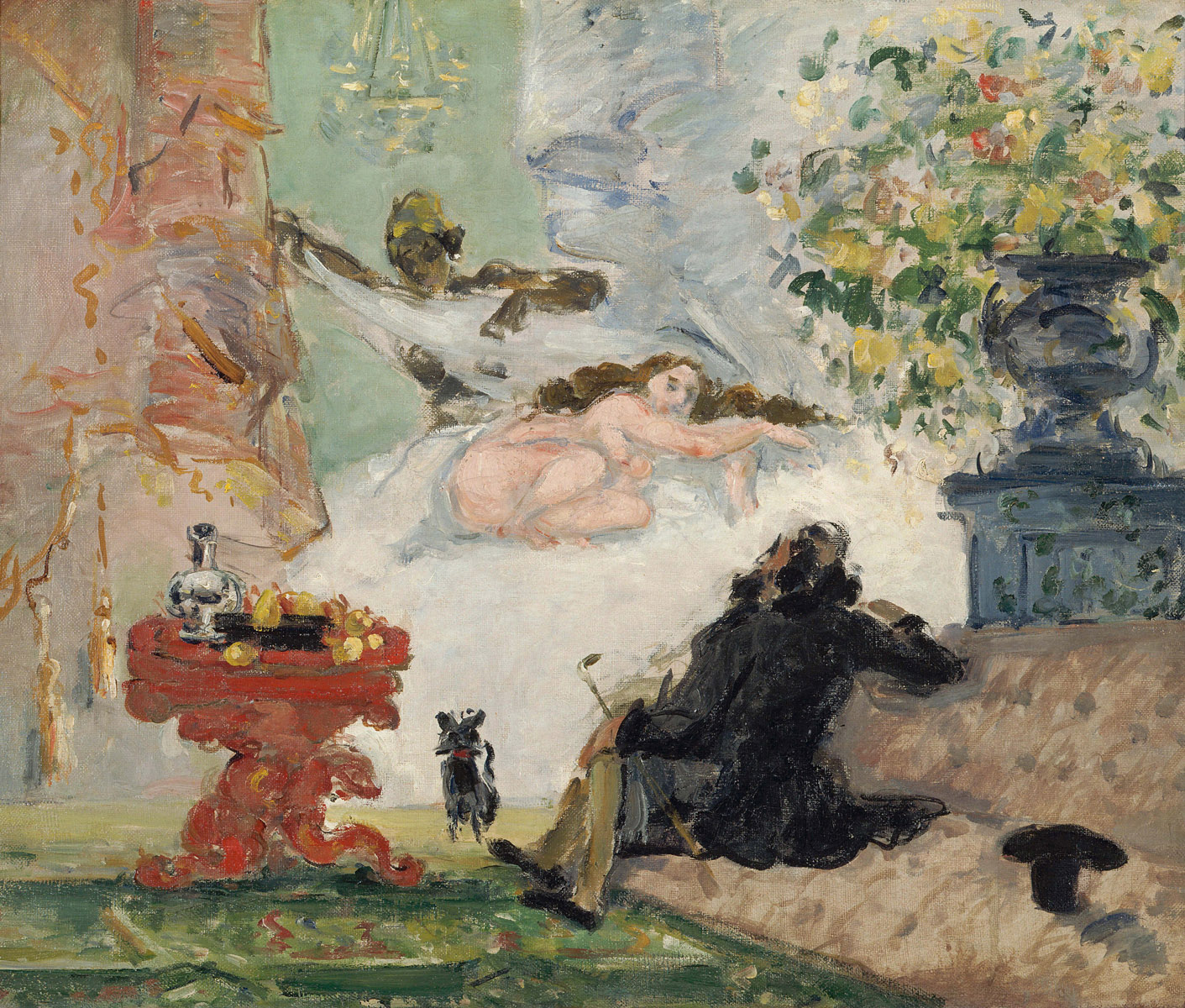
Paul Cézanne:
Eine moderne Olympia

Der erste Maler, der Manets Olympia als Vorbild nutzte, war Paul Cézanne. Seine 1870 entstandene moderne Olympia ging einen Schritt weiter und zeigte neben Prostituierter und Dienerin auch ihren Freier. Paul Gauguin kopierte Olympia 1891, und auch Edgar Degas und Henri Fantin-Latour ließen sich von dem Werk inspirieren. In Pablo Picassos Parodie auf Olympia von 1901 ist die bekleidete Dienerin gleich durch zwei nackte Männer ersetzt worden.
Das gesamte 20. Jahrhundert hindurch griffen unterschiedlichste Künstler das Olympia-Thema auf. Zu ihnen gehörten Jean Dubuffet, René Magritte, Francis Newton Souza, A. R. Penck, Gerhard Richter, Félix Vallotton, Jacques Villon, und Erró. Larry Rivers machte 1970 eine dunkelhäutige Frau zur Olympia und nannte sein Werk I like Olympia in Black Face („Mir gefällt Olympia mit schwarzem Gesicht“). In den 1990ern entstand die Olympia als dreidimensionales Kunstwerk. Unter dem Titel Confrontational Vulnerability schuf der amerikanische Künstler Seward Johnson eine Skulptur nach Manets Olympia. 2016 erregte die luxemburgische Performance-Künstlerin Deborah De Robertis Aufsehen, als sie sich im Musée d’Orsay vor Manets Olympia nackt in gleicher Pose wie die Dargestellte im Bild präsentierte und wegen Exhibitionismus angezeigt wurde.

## Ausstellungen
Die Premiere des Gemäldes fand im Pariser Salon von 1865 statt. Zwei Jahre später zeigte Manet das Bild in seinem eigenen Pavillon am Rand der Weltausstellung von 1867. Die Öffentlichkeit konnte das Bild dann erst wieder bei zwei Ausstellungen des Jahres 1884 sehen, als es zunächst in der Manet-Gedächtnisausstellung in der Ecole des Beaux-Arts und anschließend im Auktionshaus Drouot zu sehen war. Das Bild lieh Suzanne Manet, die Witwe des Künstlers, dann 1889 zur Kunstausstellung während der Exposition Universelle, bevor es in Staatsbesitz überging. Es wurde zunächst im Musée du Luxembourg ausgestellt, bevor es 1907 in den Louvre gelangte. Nach einer weiteren Zwischenstation im Jeu de Paume gelangte es 1986 ins Musée d’Orsay.
Seitdem sich das Bild in Staatsbesitz befindet, wurde es nur selten außerhalb der genannten Museen gezeigt. Es war in den Pariser Manetausstellungen 1932 und 1952 in der Orangerie sowie 1983 im Grand Palais zu sehen. 2013 wurde das Gemälde in der Ausstellung „Manet. Ritorno a Venezia“ im Dogenpalast, Venedig der Öffentlichkeit präsentiert. Schließlich wurde Olympia 2016 im Puschkin-Museum in Moskau gezeigt.

## Provenienz
Manet bewertete 1872 die Olympia selbst mit 20.000 frs. und somit höher als alle anderen seiner Gemälde. Im gleichen Jahr hatte er Toter Christus von Engeln gehalten für 4.000 frs. verkauft und somit den bisher höchsten Betrag für ein Gemälde erzielt. Die Olympia behielt er sein Leben lang, und bei der Auktion seiner Werke 1884 fand sich auch für 10.000 frs. kein Käufer, sodass die Familie das Bild erwarb. Über den Maler John Singer Sargent erfuhr Claude Monet 1888 von Geldschwierigkeiten Suzanne Manets und ihrer Absicht, das Bild für 20.000 frs. möglicherweise an einen nicht näher bekannten Amerikaner zu verkaufen. Monet startete daraufhin eine Sammelaktion, um das Bild für Frankreich zu retten. Der geforderte Preis war dabei eher gering, wenn der Vergleich mit Preisen anderer Künstler erfolgt. So kamen etwa zur gleichen Zeit Bilder von Jean-François Millet für 750.000 frs. und von Jean-Louis-Ernest Meissonier für 850.000 frs. zum Verkauf. Monet gelang es schließlich, 19.415 frs. zusammenzubekommen, und Suzanne Manet willigte in den Verkauf ein. Der französische Staat akzeptierte die Schenkung. Zu den Spendern für Olympia gehörten: Siegfried Bing, Giovanni Boldini, Jules Chéret, Emmanuel Chabrier, Gustave Caillebotte, Edgar Degas, Emile Auguste Carolus-Duran, Henri Fantin-Latour, Henri Gervex, Joris-Karl Huysmans, Stéphane Mallarmé, Alexandre Millerand, Claude Monet, Étienne Moreau-Nélaton, Pierre Puvis de Chavannes, Antonin Proust, Camille Pissarro, Augustin Théodule Ribot, Pierre-Auguste Renoir, Félicien Rops und John Singer Sargent.